# Egesina monticola
Egesina monticola là một loài bọ cánh cứng trong họ Cerambycidae.